# Landskapsval
Landskapsval är de val som avsågs ordnas vart fjärde år för att välja landskapsstyrelser, i anledning av den planerade social- och hälsovårdsreformen i Finland. De första landskapsvalen avsågs ordnas i samband med presidentvalet 2018, men reformen försenades då lagförslaget konstaterades på flera punkter strida mot grundlagen, och förföll i och med att riksdagens talman konstaterade att lagförslagen inte skulle hinna behandlas färdigt innan riksdagsvalet 2019 och regeringen Sipilä lämnade in sin avskedsansökan.
Regeringen Marin arbetade fram ett nytt förslag till social- och hälsovårdsreform, med välfärdsområden istället för landskap.
I det första välfärdsområdesvalet, 2022, var förhandsröstningstiden i Finland den 12–18 januari och utomlands 12–15 januari 2022; den egentliga valdagen var den 23 januari.
Helsingfors stad och Åland står utanför social- och hälsovårdsreformen och därmed skulle inga val hållas i dessa två områden. 